# The Oppressed
The Oppressed é uma banda skinhead anti-fascista que se formou no ano de 1981 em Cardiff no País de Gales. A maioria dos músicos de várias formações da banda eram skinheads. Ao longo da carreira da banda, os membros (especialmente o vocalista Roddy Moreno) sempre se declararam anti-racistas e anti-fascistas, tanto em suas letras, quanto em entrevistas, comentários sobre-palco e outras ações. Em 1989, Moreno visitou Nova York e reuniu muitos membros Skinheads Against Racial Prejudice (SHARP). Em seu retorno ao Reino Unido, começou a promover os ideais SHARP para os skinheads britânicos. A banda também tinha ligações com outros grupos anti-racistas, como a Anti-Fascist Action. Moreno é um torcedor do Cardiff City Football Club, e algumas das canções da banda expressam esse tema.

## Discografia

### EPs
- Never Say Die (1983)
- Victims / Work Together (1983)
- Fuck Fascism (1995)
- 5-4-3-2-1 (1996)
- They Think Its All Over…It Is Now(1996)
- Anti-Fascist Oi! (1996)
- Best of The Oppressed Bonus 7 Inch (1996)
- The Richard Allen Tribute Single (1997)
- Strength In Unity (1997)
- The Noise (1997)
- Oppressed / Fatskins (1998)
- Out on The Streets Again (1999)

### LPs
- Oi!Oi! Music(1984)
- Fatal Blow(1985)
- Dead & Buried(1988)
- Dead & Buried / Fatal Blow Reissue(1996)
- The Best of The Oppressed(1996)
- Music For Hooligans(1996)
- We Can Do Anything(1996)
- Live (Llanrumney Youth Club 1984)(1997)
- More Noize For The Boys(1998)